# 东荆街道
东荆街道，是中华人民共和国湖北省武汉市汉南区下辖的一个乡镇级行政单位。

## 行政区划
东荆街道下辖以下地区：
十八家社区、乌金山社区、滩头村、杜家畈村、郧阳村、东荆大队、王家寨大队、沟北大队、南丰大队、黄家墩大队、乌金大队、清江大队、东庄大队、水产公司生活区和劳教所村。